# Хрониката на Грузия (паметник)
„Хрониката на Грузия“ (още „Историческият паметник на Грузия“) е паметник, разположен в близост до тбилиския язовир. Създаден е от Зураб Церетели през 1985 г., но така и не е завършен напълно. Паметникът хроникира историята на Грузия.

## Описание
Паметникът е разположен на върха на голям набор от стълби. Има 16 стълба, които са високи между 30 – 35 метра, а в горната половина са изобразени царе, царици и герои, докато долната част изобразява истории от живота на Христос. Има лозов кръст (на грузински: ჯვარი ვაზისა) на св. Нина и параклис.